# Varberga gård

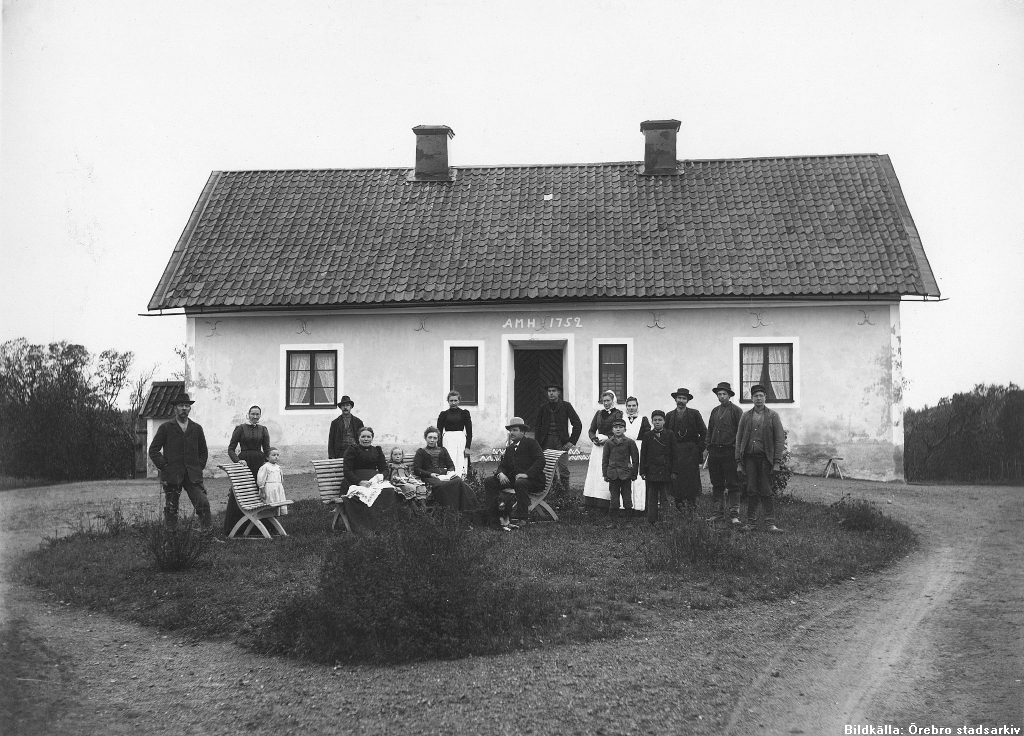
Varberga gård omkring 1900.

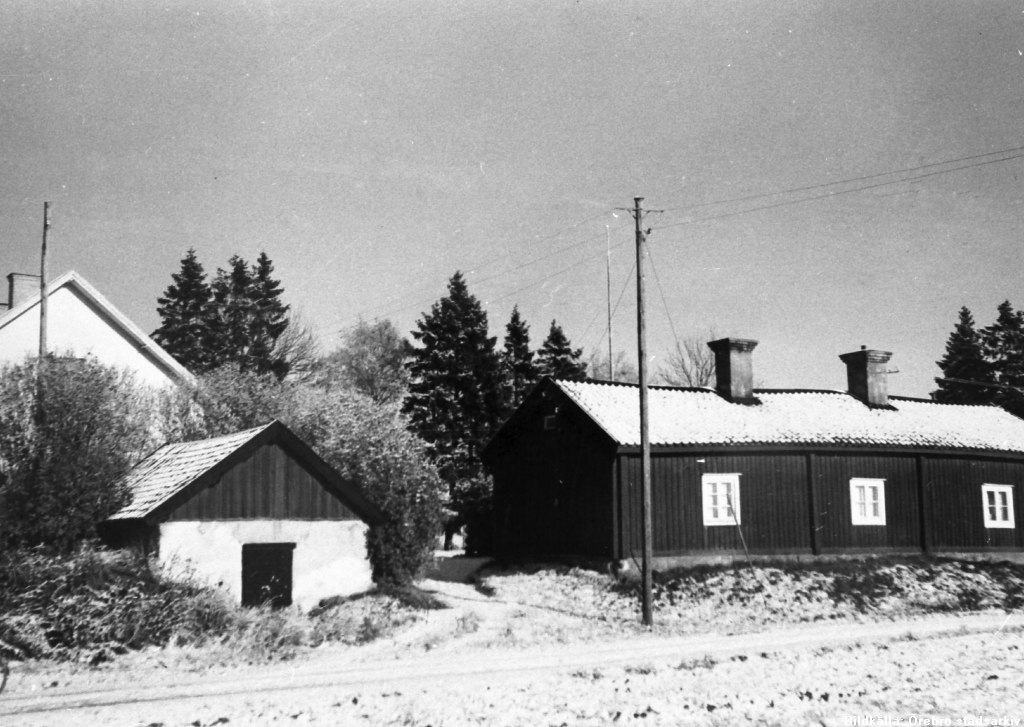
Gamla mangårdsbyggnaden i Varberga. Bilden tagen omkring 1960.

Varberga gård är en gårdsbyggnad belägen omkring 3 kilometer väster om Örebro centrum. Den låg tidigare i Längbro landskommun, men är nu belägen i bostadsområdet Varberga. 
Mangårdsbyggnaden är från 1752 och har initialerna A M H, Alexander von Meijerhelm. Till byggnaden hör en flygelbyggnad uppförd 1643 (tidigare fanns också ett magasin, troligtvis byggt samtidigt). 
1565 omnämndes egendomen under namnet Huarbergh. "Per i Hwarberga" brukade gården 1575–1600. 1600–1650 fungerade gården som fördelsehemman åt "Ländzman". 1650 innehavs gården av "Swän i Warberga". I samband med tillkomsten av Karl XI:s indelningsverk anslogs Varberga kavalleristaten och anvisades till ryttmästareboställe vid Örebro kompani av Livregementet till häst. Ett stort antal bemärkta militärer bodde där fram till 1872, då egendomen indrogs såsom militärboställe. Därefter utarrenderades egendomen som statsdomän.
Lars Karlsson var siste brukare av Varberga gård. Innan dess brukade Lars far, Georg, gården. Från 1887 brukades gården av Lars Erik Larsson (Lars Karlssons morfar), arrendekontrakt skrevs 1889. Sedan 1963 tillhör Varberga gård Örebro kommun och används som samlingslokal samt för aktiviteter inom Längbro församling.